# Хакуна матата
Акуна матата (суах. Hakuna matata) — в буквальному перекладі означає «без турбот». Вираз став найбільш відомим після однойменної пісні з мультфільму «Король лев» (1994), яка була номінована на «Оскар» в категорії «Найкраща пісня». Музика — Елтон Джон, слова — Тім Райс. Вона зайняла 99-у позицію в рейтингу 100 найкращих пісень в історії кінематографа, складеному Американським інститутом кіномистецтва (англ. The American Film Institute, AFI).

## Трек-лист
CD сингл
1. «Hakuna Matata» — 4:24
2. «He Lives in You» — 4:51

CD maxi
1. «Hakuna Matata» (rap version) — 3:50
2. «Warthog Rhapsody» by Nathan Lane & Ernie Sabella — 3:06
3. «Hakuna Matata» (album version) — 4:24

## Український переклад (з м/ф «Король Лев»)
Акуна Матата, пречудові слова
Акуна Матата, не на день чи два
Нехай ніколи не болить голова
Без турбот живи і кайф лови
Акуна Матата, Акуна Матата.

Він був молодий кабан

Я був молодий кабан

Дізнався що запах його усіх затруїв

Що саванна вмирала коли він поїв

Я вразлива душа, делікатний дим

Усіх розлякав цей бридкий мій рик

Я так страждав, він так страждав 

Я себе зневажав, він себе кляв

Кляв себе щиросердно, неувить

Але щораз...

Акуна Матата, пречудові слова

Акуна Матата, не на день чи два

Нехай ніколи не болить голова

Без турбот живи і кайф лови

Акуна Матата, Акуна Матата.

## Цікаві факти
- У стислому вигляді пісню «Hakuna Matata» можна почути в мультфільмі студії Pixar «Історія іграшок» (1995),яка доноситься з автомобіля Енді в той момент, коли Моллі дивиться на шерифа Вуді та Базз Лайтера через дзеркало бокового виду.
- У телесеріалі «Сейнфелд» в серії «The Merv Griffin Show» Елейн Марі Бенес каже, що її застали в офісі співаючої пісню «Hakuna Matata».
- У героїні корейського фільму «200 Pounds_Beauty» - тату на тілі у вигляді знака hakunamatata.
- У знаменитої диско-групи Boney M є пісня під назвою Hakuna Matata, входить в альбом Kalimba De Luna, а також збірки Hit Collections (Happy Songs), The Maxi-Singles Collection, Long Versions & Rarities.
- У місті Харків є арт-клуб «Акуна Матата», розташований на вулиці Пушкінська, 5.
- У фільмі «Липучка» Метт Райан в ролі Гейтса згадує цю фразу, намагаючись застрелити головного героя.